# Кубок Румунії з футболу 2007—2008
Кубок Румунії з футболу 2007—2008 — 70-й розіграш кубкового футбольного турніру в Румунії. Титул вперше здобув ЧФР (Клуж-Напока).

## 1/16 фіналу
| Команда 1                          | Рахунок | Команда 2                            |
| ---------------------------------- | ------- | ------------------------------------ |
| 25 вересня 2007                    |         |                                      |
| Префаб 05 (Моделу) (2)             | 0:3     | Політехніка 1921 Штіїнта (Тімішоара) |
| Джиул (Петрошань) (2)              | 3:2     | Фарул (Констанца)                    |
| Дробета-Турну-Северин (2)          | 1:3     | Чахлеул                              |
| 26 вересня 2007                    |         |                                      |
| Пречізія (Сачелу) (2)              | 0:3     | ЧФР (Клуж-Напока)                    |
| Брашов (2)                         | 1:0     | Глорія (Бистриця)                    |
| Бакеу-2 (3)                        | 0:4     | Стяуа                                |
| Конкордія (Кіажна) (2)             | 0:6     | Оцелул                               |
| Мурешул (Дева) (2)                 | 2:3     | Політехніка (Ясси)                   |
| АКУ Арад (3)                       | 0:2     | Дачія (Міовень)                      |
| Триколорул (Бряза) (3)             | 0:1     | Глорія (Бузеу)                       |
| Бая-Маре (3)                       | 1:4     | Уніря (Урзічень)                     |
| Сенетатя Сервічій Рубліке Клуж (3) | 1:0     | УТА (Арад)                           |
| Університатя (Клуж-Напока)         | 3:0     | Васлуй                               |
| 27 вересня 2007                    |         |                                      |
| Бакеу (2)                          | 0:3     | Рапід (Бухарест)                     |
| Прогресул (Бухарест) (2)           | 0:2     | Динамо (Бухарест)                    |
| Пандурій                           | 1:0     | Університатя (Крайова)               |

## 1/8 фіналу
| Команда 1                          | Рахунок      | Команда 2                            |
| ---------------------------------- | ------------ | ------------------------------------ |
| 5 грудня 2007                      |              |                                      |
| Сенетатя Сервічій Рубліке Клуж (3) | 0:4          | Динамо (Бухарест)                    |
| Джиул (Петрошань) (2)              | 0:1          | ЧФР (Клуж-Напока)                    |
| Політехніка (Ясси)                 | 0:3          | Рапід (Бухарест)                     |
| Дачія (Міовень)                    | 3:0          | Чахлеул                              |
| Університатя (Клуж-Напока)         | 0:2          | Пандурій                             |
| Глорія (Бузеу)                     | 2:2 пен. 5:3 | Політехніка 1921 Штіїнта (Тімішоара) |
| 6 грудня 2007                      |              |                                      |
| Брашов (2)                         | 2:2 пен. 5:4 | Оцелул                               |
| Уніря (Урзічень)                   | 1:0          | Стяуа                                |

## 1/4 фіналу
| Команда 1         | Рахунок      | Команда 2         |
| ----------------- | ------------ | ----------------- |
| 27 лютого 2008    |              |                   |
| Дачія (Міовень)   | 1:0          | Динамо (Бухарест) |
| Уніря (Урзічень)  | 1:0          | Рапід (Бухарест)  |
| 28 лютого 2008    |              |                   |
| Пандурій          | 0:0 пен. 2:3 | Глорія (Бузеу)    |
| ЧФР (Клуж-Напока) | 1:0          | Брашов (2)        |

## 1/2 фіналу
| Команда 1       | Рахунок | Команда 2         |
| --------------- | ------- | ----------------- |
| 16 квітня 2008  |         |                   |
| Дачія (Міовень) | 0:3     | ЧФР (Клуж-Напока) |
| 17 квітня 2008  |         |                   |
| Глорія (Бузеу)  | 0:1     | Уніря (Урзічень)  |

## Фінал
| 10 травня 2008 20:45 (EEST) |

| ЧФР (Клуж-Напока)   | 2:1      | Уніря (Урзічень) |
| ------------------- | -------- | ---------------- |
| Руїс 49' Семеду 64' | Протокол | Галамаз 58'      |

| Чахлеул, П'ятра-Нямц Глядачів: 10 000 Арбітр: Ауреліан Богачу |